# صائب جندية
صائب جندية (مواليد 13 مايو 1975 في غزة) لاعب كرة قدم فلسطيني سابق كان يجيد اللعب في مركز الدفاع.

## أهداف المنتخب الوطني
| #  | تاريخ         | مكان         | خصم   | نتيجة | حصيلة | منافسة                    |
| -- | ------------- | ------------ | ----- | ----- | ----- | ------------------------- |
| 1. | 25 أغسطس 1999 | عمان، الأردن | ليبيا | 2–2   | 2–2   | دورة الألعاب العربية 1999 |

## روابط خارجية
- كووورة.كوم
- صائب جندية على موقع الاتحاد الدولي (مؤرشف)  (الإنجليزية)
- صائب جندية على موقع قاعدة بيانات كرة القدم.إي يو (الإنجليزية)